# Nucleoide

En la imagen se ve el esquema de una célula procariota. En el centro, el nucleoide (ADN) marcado con el número 7.

Nucleoide, región nuclear o cuerpo nuclear es la región que en los procariotas contiene el ADN. Esta región es de forma irregular.
En las células procariotas el ADN es una molécula única, generalmente circular y filiforme, multiforme (cerrada) y de doble filamento, que se encuentra ubicada en un sector de la célula que se conoce con el nombre de nucleoide (que significa "similar al núcleo"), que no implica la presencia de membrana nuclear. 
Este sistema sirve para guardar la información genética, contrasta con el sistema existente en células eucariotas, donde el ADN se almacena dentro de un orgánulo con doble membrana llamado núcleo.

## Estructura
La formación de un nucleoide debe atender dos problemas esenciales, que son: la condensación de un ADN grande en el espacio celular pequeño de una bacteria y la organización del ADN en una forma de tres dimensiones que se adapte a su función

El ADN del cromosoma no solo se condensa sino que también se organiza funcionalmente de manera compatible con todos los procesos del ADN: la replicación, la recombinación, la segregación y la transcripción.

Se ha demostrado que la forma final del nucleoide surge de una organización jerárquica del ADN. Las conexiones ADN-ADN de largo y corto alcance formadas dentro de los macrodominios y entre los macrodominios, contribuyen a la condensación y a la organización funcional.

### Proteínas asociadas al nucleoide

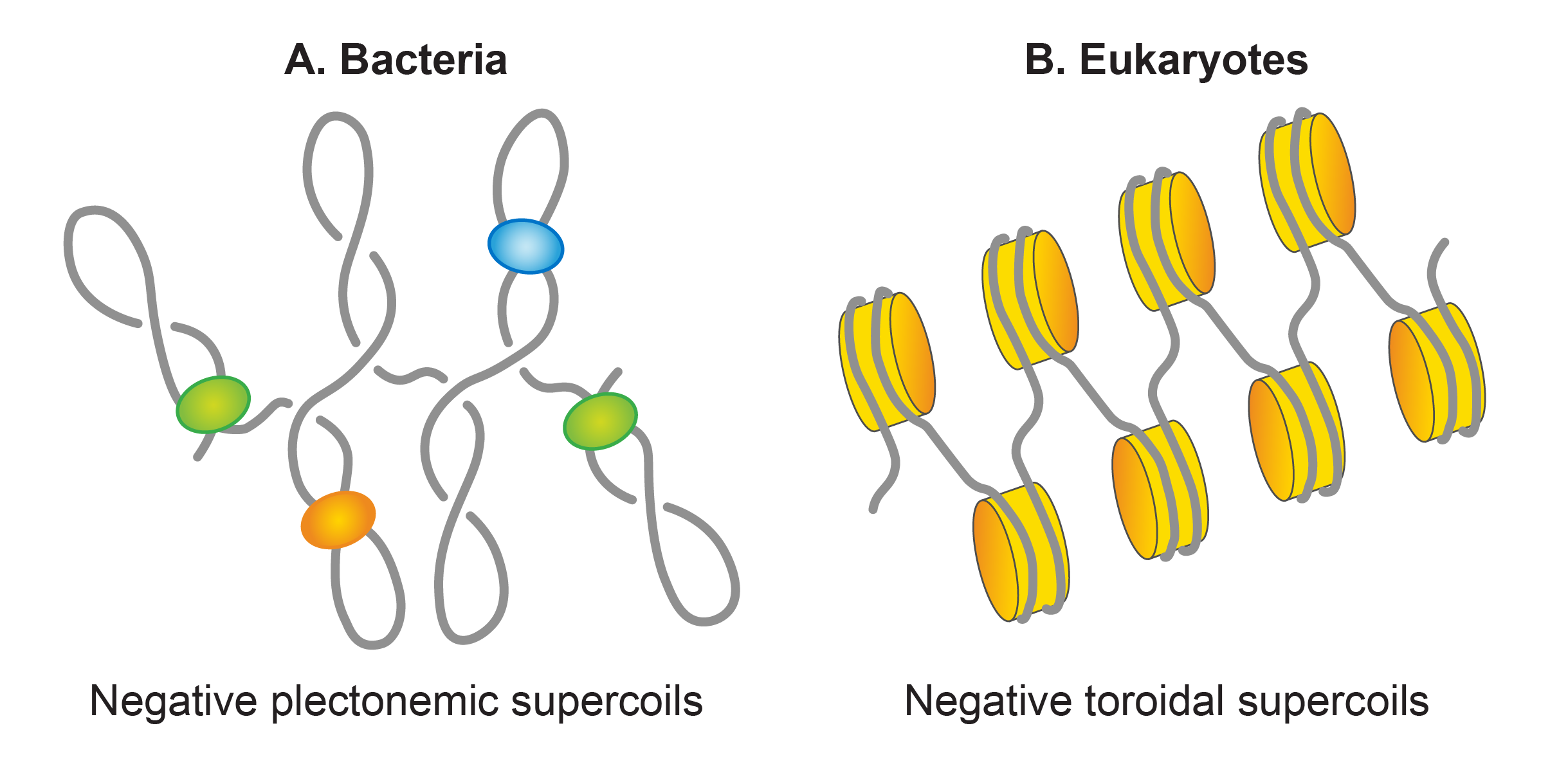
Proteínas asociadas al nucleoide (NAP) de la bacteria (izquierda) en colores diferentes. En gris ADN de bacteria.

Las bacterias poseen un grupo de proteínas que se unen al ADN, conocidas como proteínas asociadas a nucleoides (NAP en inglés) que son análogas en su función, a las histonas de los eucariotas.
Estas proteínas permiten un mayor empaquetamiento, sin necesidad de aumentar el grado de superenrollamiento del ADN.

Las NAP se caracterizan por: su bajo peso molecular y por ser ricas en aminoácidos cargados. Entre las más conocidas están H-NS (Histone-like Nucleoid-structuring), FIS (Factor inversion stimulation), HU (Heat Unstable protein), IHF (Integration host factor), Lrp (Leucine-responsive regulatory protein).
Las NAP tienen la capacidad para unirse al ADN de manera específica, pero también no específica de secuencia. Como resultado, las NAP son proteínas de doble función, tanto de la secuencia del ADN, como de la estructura del ADN.

Las NAP participan en la compactación del cromosoma bacteriano a través de los siguientes mecanismos: induciendo y estabilizando las curvas en el ADN; condensando el ADN mediante un puente que podría ocurrir entre segmentos de ADN cercanos o lejanos; o bien restringiendo los superenrollamientos en el ADN.
El nucleoide luego del superenrollamiento, es un elipsoide helicoidal con regiones de ADN altamente condensado en su eje longitudinal.
Cada especie se caracteriza por un conjunto específico de NAP, y solamente las proteínas HU símil, se encuentran en todas las bacterias.

### Cromosoma
En muchas bacterias, el cromosoma es una molécula de ADN de doble cadena cerrada (circular), que codifica la información genética en forma haploide. El tamaño del ADN varía de 500.000 a varios millones de pares de bases (pb) que codifican de 500 a varios miles de genes.

## Visualización
Aunque la apariencia puede cambiar, resulta claramente visible contra el citosol. A veces incluso, filamentos que podrían ser de ADN son visibles. Utilizando el colorante Feulgen, que tiñe específicamente el ADN, se puede observar el nucleoide mediante microscopio de luz.

El nucleoide puede ser claramente visualizado utilizando técnicas de microscopía electrónica con gran número de aumentos.

## Composición
El nucleoide se forma por condensación y disposición funcional de un solo ADN cromosómico, con la ayuda de:  proteínas arquitectónicas cromosómicas y moléculas de ARN, así como el propio 
superenrollamiento de ADN.

La evidencia experimental muestra que el nucleoide aislado está compuesto fundamentalmente por 80 % de ADN, con 10% de ARN y 10% de proteínas. Estos dos últimos componentes actúan como ARN mensajero y como proteínas reguladoras del genoma.